# 세계 풋살 협회
세계 풋살 협회(스페인어: Asociación Mundial de Fútbol de Salón, AMF)는 세계 풋살 경기를 통할하는 국제 풋살 기구로써 각 대륙별 풋살연맹이 원활하게 국제 경기 등을 운영할 수 있도록 지원하고 관리하는 세계 풋살의 중심체로서의 역할을 수행하고 있다.

## 역사
세계 풋살 협회는 1982년 FIFUSA(국제풋살연맹)명칭으로 창설되어 1982년 브라질 상파울루에서 제1회 FIFUSA풋살월드컵과 각종 국제대회를 개최하면서 본격적인 세계 풋살 정책을 시행했다.
1989년 당시 FIFUSA 회장이 FIFUSA를 탈퇴하고 FIFA에 합류한 후 FIFA에서 네덜란드 제1회 FIFA 풋살 월드컵을 개최하자 그 후 FIFUSA는 협회 명칭을 AMF(현재 세계 풋살 협회)로 변경하여 현재까지 국제 풋살 정책을 입안하고 운영 시행하고 있다.

## AMF 풋살 월드컵
AMF는 3년 주기였던 AMF 풋살 월드컵을 4년 주기로 변경하여 개최하고 있으며 2008년에는 AMF 여자 풋살 월드컵을 신설하였다.

## 같이 보기
- AMF 풋살 월드컵
- FIFA 풋살 월드컵